# Mesitornithidae
I Mesitornitidi (Mesitornithidae Wetmore, 1960) sono una piccola famiglia di uccelli che vivono nel Madagascar. È l'unica famiglia dell'ordine Mesitornithiformes.

## Tassonomia
La famiglia in passato era inclusa nell'ordine Gruiformes, un raggruppamento piuttosto eterogeneo, rivelatosi polifiletico, che comprendeva le gru, i ralli, i kagu, i palmipedi sodicipedi ed altri.
Recenti studi di biologia molecolare hanno ridimensionato la parentela con gli altri gruiformi suggerendone l'inquadramento in un ordine a sé stante, Mesitornithiformes.
La famiglia comprende 2 generi e 3 specie:
- Mesitornis
  - Mesitornis variegatus - mesena dal petto bianco
  - Mesitornis unicolor - mesena bruna
- Monias
  - Monias benschi - monia di Bensch

## Descrizione

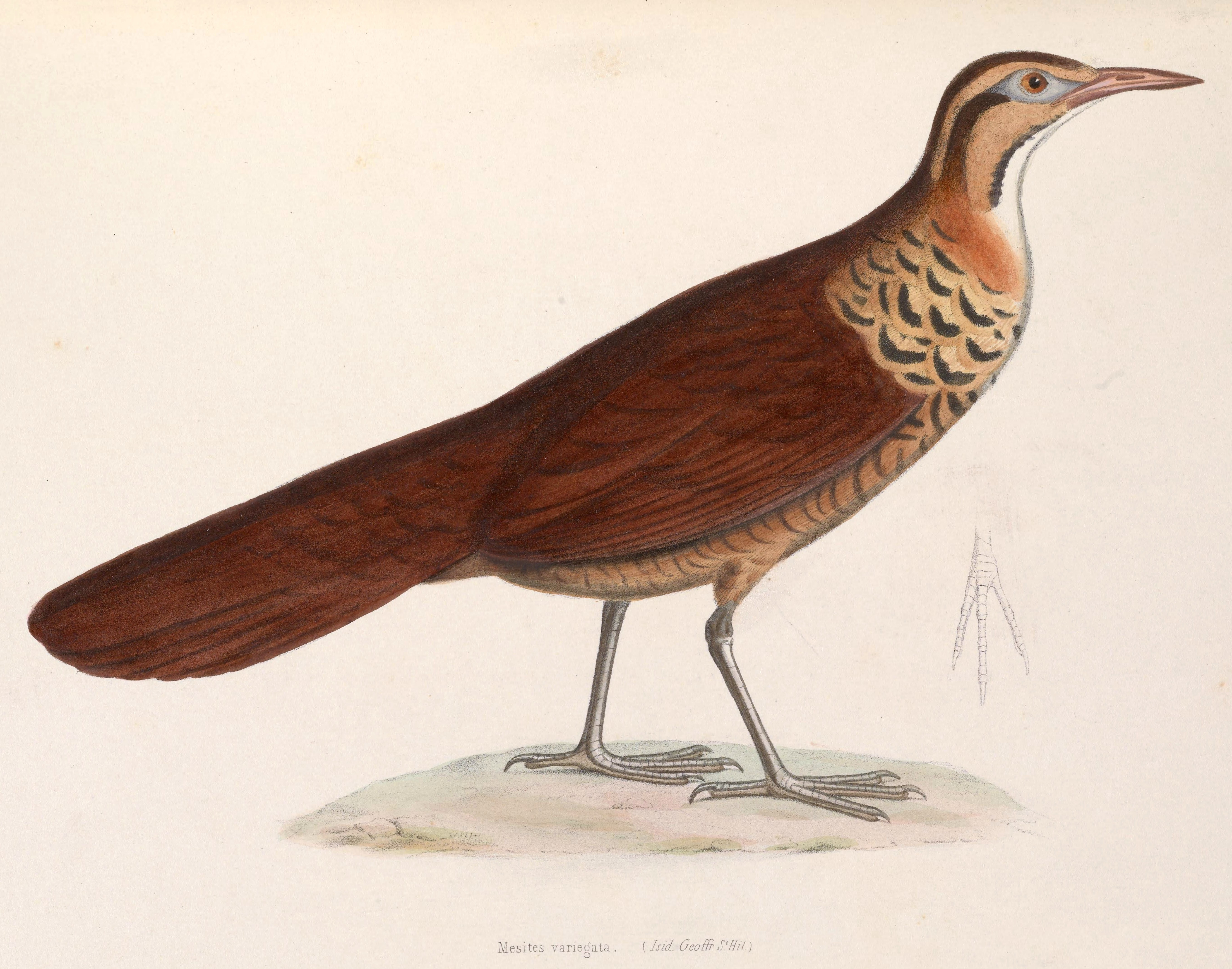
Mesitornis variegatus

Sono uccelli terricoli di medie dimensioni, dotati di una coda abbastanza lunga, ali molto corte e poco adatte al volo, e zampe robuste. Monias benschi ha un lungo becco ricurvo all'ingiù che la distingue dagli altri membri della famiglia.
Dotato, a differenza di specie simili, di cinque paia di toppe di spolveramento.

## Biologia

### Alimentazione
Il loro nutrimento è composto da insetti, semi e frutta.

### Riproduzione
La nidificazione avviene tra ottobre e dicembre, durante la stagione delle piogge. I nidi, di circa 25 cm ospitano da 1 a 3 uova

## Distribuzione e habitat
Mesitornis unicolor
     Mesitornis variegatus
     Monias benschi

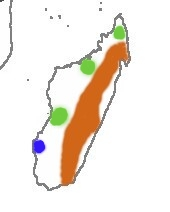
Areale di
Mesitornis unicolor
Mesitornis variegatus
Monias benschi

La specie più comune, Mesitornis unicolor, popola la foresta pluviale del versante orientale del Madagascar. Mesitornis variegatus ha un areale piuttosto frammentato che comprende aree di foresta decidua secca nella parte nord-occidentale dell'isola. L'areale di Monias benschi infine è ristretto ad aree di foresta spinosa nella parte sud-occidentale.